# Ronde van Spanje 2010/Negentiende etappe
De negentiende etappe van de Ronde van Spanje 2010 werd verreden op 17 september 2010. Het was een vlakke rit over 200 km van Piedrahíta naar Toledo.

## Verslag
De aankomst in Toledo zorgde in het verleden al voor indrukwekkende finales, en ook dit jaar werd deze traditie voortgezet. De vier vroege vluchters, de Duitser Dominik Roels en de Spanjaarden Josep Jufré, Xavier Florencio en Manuel Ortega, konden geen weerstand bieden aan het jagende peloton, en op ruim tien kilometer van de streep werden ze gegrepen. De laatste kilometer liep pittig bergop, en dus was deze voer voor mannen als Carlos Barredo, Filippo Pozzato en Philippe Gilbert. Deze laatste ging al van erg ver aan, maar hij was zo sterk dat niemand hem nog bijhaalde. Tyler Farrar werd tweede, Pozzato derde op een seconde. Van de toppers in het algemeen klassement liet Ezequiel Mosquera zich een beetje verrassen, en verloor 12 seconden op leider Vincenzo Nibali die zesde eindigde in de etappe. Door zijn tweede zege in deze Vuelta klimt Gilbert terug naar de derde plaats in het puntenklassement, dat nog steeds aangevoerd werd door Mark Cavendish. David Moncoutié bleef leider in het bergklassement, al zag hij Serafín Martínez wel twee puntjes naderen. Joaquím Rodríguez bleef in het wit, en Katjoesja de beste ploeg.

## Uitslagen
| Plaats  | Naam              | Ploeg                   | Tijd     |
| ------- | ----------------- | ----------------------- | -------- |
| Winnaar | Philippe Gilbert  | Omega Pharma-Lotto      | 5u43'41" |
| 2       | Tyler Farrar      | Team Garmin-Transitions | z.t.     |
| 3       | Filippo Pozzato   | Katjoesja               | + 0'01"  |
| 4       | Sébastien Hinault | AG2R                    | z.t.     |
| 5       | Peter Velits      | Team HTC-Columbia       | z.t.     |
| 6       | Vincenzo Nibali   | Liquigas                | z.t.     |
| 7       | Nikolas Maes      | Quick-Step              | z.t.     |
| 8       | Grega Bole        | Lampre-Farnese Vini     | z.t.     |
| 9       | Daniele Bennati   | Liquigas                | z.t.     |
| 10      | Paul Voss         | Team Milram             | z.t.     |
|         |                   |                         |          |
| 13      | Niki Terpstra     | Team Milram             | + 0'07"  |

| Plaats    | Naam              | Ploeg                   | Tijd       |
| --------- | ----------------- | ----------------------- | ---------- |
| Rode trui | Vincenzo Nibali   | Liquigas                | 80u30'48"  |
| 2         | Ezequiel Mosquera | Xacobeo-Galicia         | + 0'50"    |
| 3         | Peter Velits      | Team HTC-Columbia       | + 1'59"    |
| 4         | Joaquím Rodríguez | Katjoesja               | + 3'54"    |
| 5         | Fränk Schleck     | Team Saxo Bank          | + 3'57"    |
| 6         | Xavier Tondó      | Cervélo                 | + 4'02"    |
| 7         | Nicolas Roche     | AG2R                    | + 4'10"    |
| 8         | Tom Danielson     | Team Garmin-Transitions | + 4'12"    |
| 9         | Carlos Sastre     | Cervélo                 | + 4'28"    |
| 10        | Luis León Sánchez | Caisse d'Epargne        | + 5'50"    |
|           |                   |                         |            |
| 19        | Jan Bakelants     | Omega Pharma-Lotto      | + 19'44"   |
| 93        | Niki Terpstra     | Team Milram             | + 2u16'12" |

## Nevenklassementen
| Plaats      | Naam             | Ploeg                   | Punten |
| ----------- | ---------------- | ----------------------- | ------ |
| Groene trui | Mark Cavendish   | Team HTC-Columbia       | 136    |
| 2           | Tyler Farrar     | Team Garmin-Transitions | 124    |
| 3           | Philippe Gilbert | Omega Pharma-Lotto      | 100    |
|             |                  |                         |        |
| 71          | Niki Terpstra    | Team Milram             | 9      |

| Plaats                | Naam              | Ploeg            | Punten |
| --------------------- | ----------------- | ---------------- | ------ |
| Bolletjestrui (blauw) | David Moncoutié   | Cofidis          | 51     |
| 2                     | Serafín Martínez  | Xacobeo-Galicia  | 43     |
| 3                     | Luis León Sánchez | Caisse d'Epargne | 25     |
|                       |                   |                  |        |
| 9                     | Niki Terpstra     | Team Milram      | 14     |
| 16                    | Kevin De Weert    | Quick-Step       | 10     |

| Plaats     | Naam              | Ploeg              | Punten |
| ---------- | ----------------- | ------------------ | ------ |
| Witte trui | Joaquím Rodríguez | Katjoesja          | 15     |
| 2          | Vincenzo Nibali   | Liquigas           | 16     |
| 3          | Ezequiel Mosquera | Xacobeo-Galicia    | 17     |
|            |                   |                    |        |
| 12         | Philippe Gilbert  | Omega Pharma-Lotto | 79     |
| 36         | Niki Terpstra     | Team Milram        | 173    |

| Plaats | Ploeg            | Tijd       |
| ------ | ---------------- | ---------- |
|        | Katjoesja        | 241u18'17" |
| 2      | Caisse d'Epargne | + 0'32"    |
| 3      | Xacobeo Galicia  | + 12'01"   |

## Opgaves
- Nicolas Vogondy (Bbox Bouygues Télécom) - Niet gestart
- Fabian Cancellara (Team Saxo Bank)

1e etappe ·
2e etappe ·
3e etappe ·
4e etappe ·
5e etappe ·
6e etappe ·
7e etappe ·
8e etappe ·
9e etappe ·
10e etappe ·
11e etappe ·
12e etappe ·
13e etappe ·
14e etappe ·
15e etappe ·
16e etappe ·
17e etappe ·
18e etappe ·
19e etappe ·
20e etappe ·
21e etappe
Startlijst · Eindstanden · Afbeeldingen